# 井上元衛
井上 元衛（いのうえ もとえ、1931年 - ）は作家・脚本家。満州国安東生まれ。
立命館大学中退後、大映京都宣伝部、劇団文芸部員を経て脚本家として独立。ラジオドラマ、テレビ時代劇の脚本を手掛ける。作家として、「朱鳥同人」、「鍵の会」に所属する。
主な著書として、「踊子」、「病葉の歌」、「推理ゲーム」などがある。
| スタブアイコン | サブスタブ | この項目は、まだ閲覧者の調べものの参照としては役立たない、文人（小説家・詩人・歌人・俳人・作詞家・作家・放送作家・随筆家（コラムニスト）・文芸評論家）に関連した書きかけの項目です。この項目を加筆・訂正などしてくださる協力者を求めています（P:文学/PJ:作家）。 |